# مارك مونيوث
مارك مونيوث (بالإنجليزية: Mark Muñoz) هو ملاكم تايلندي أمريكي، ولد في 9 فبراير 1978 في يوكوسوكا في اليابان.

## وصلات خارجية
- مارك مونيوث على موقع يو إف سي (الإنجليزية)
- مارك مونيوث على موقع شيردوغ (الإنجليزية)
- مارك مونيوث على موقع Tapology.com (الإنجليزية)
- مارك مونيوث على موقع IMDb (الإنجليزية)